# 宋金达
宋金达（1956年4月27日—），柬埔寨经济学家和政治家，现任副首相。他曾于2023年至2024年短暂担任外交大臣，还曾担任柬埔寨发展委员会秘书长。